# 福永正明
福永 正明（ふくなが まさあき ）は、日本のインド、南アジア地域の専門家。
インド社会学研究、南アジア地域研究、南アジアの社会政治動向分析を専門。2000年代よりインドの原子力発電所建設計画と反対運動について論じた。さらに2010年代には「日印原子力協定」、日立製作所による英ウィルファ原発に反対の立場から論じ、日本からの原発輸出に反対する代表的論者である。

## 経歴
東京都生まれ。明治 - 昭和期の詩人、小説家、翻訳家の福永挽歌は、伯祖父(大おじ)。父の故福永安祥は明星大学名誉教授、その生家は、真言宗御室派の一等寺（岡山県倉敷市曽原）。
1981年より1983年、北インドのワーラーナシー市 (Varanasi) にある国立バナーラス・ヒンドゥー大学 (Banaras Hindu University) 大学院社会学研究科に留学し、インド社会成層研究、北インド農村社会研究を専攻し、ヒンディー語を習得した。留学中に北インドの小村にて現地定住調査を行い、Ph.D.学位請求論文を提出、社会学によりPh.D.取得した。
バナーラスに留学した経験から、ヒンドゥー教の聖地・巡礼に関する国際共同研究に参加し論文を発表している。さらに、2011年からはブータン王国を対象とする研究・学会活動をすすめる。

## 活動
2000年代後半より、インドによる原子力・核兵器問題について積極的に発言、2008年には米印原子力協力について反対を表明した。
さらに2010年6月に日印原子力協力協定の締結交渉が開始されると、積極的に反対を論じた。

論壇での活動だけでなく、市民団体である日印原子力協定国会承認反対キャンペーンの世話人、戦略ODAと原発輸出に反対する市民アクションの顧問として、インド現地の原発反対運動とも連携し、日印原子力協定反対運動を継続した。毎週金曜に首相官邸前・国会前で開催する『再稼働反対！首相官邸前抗議（首都圏反原発連合）におけるスピーチ』、「さようなら原発集会のスピーチ」などでも強く反対を訴えた。

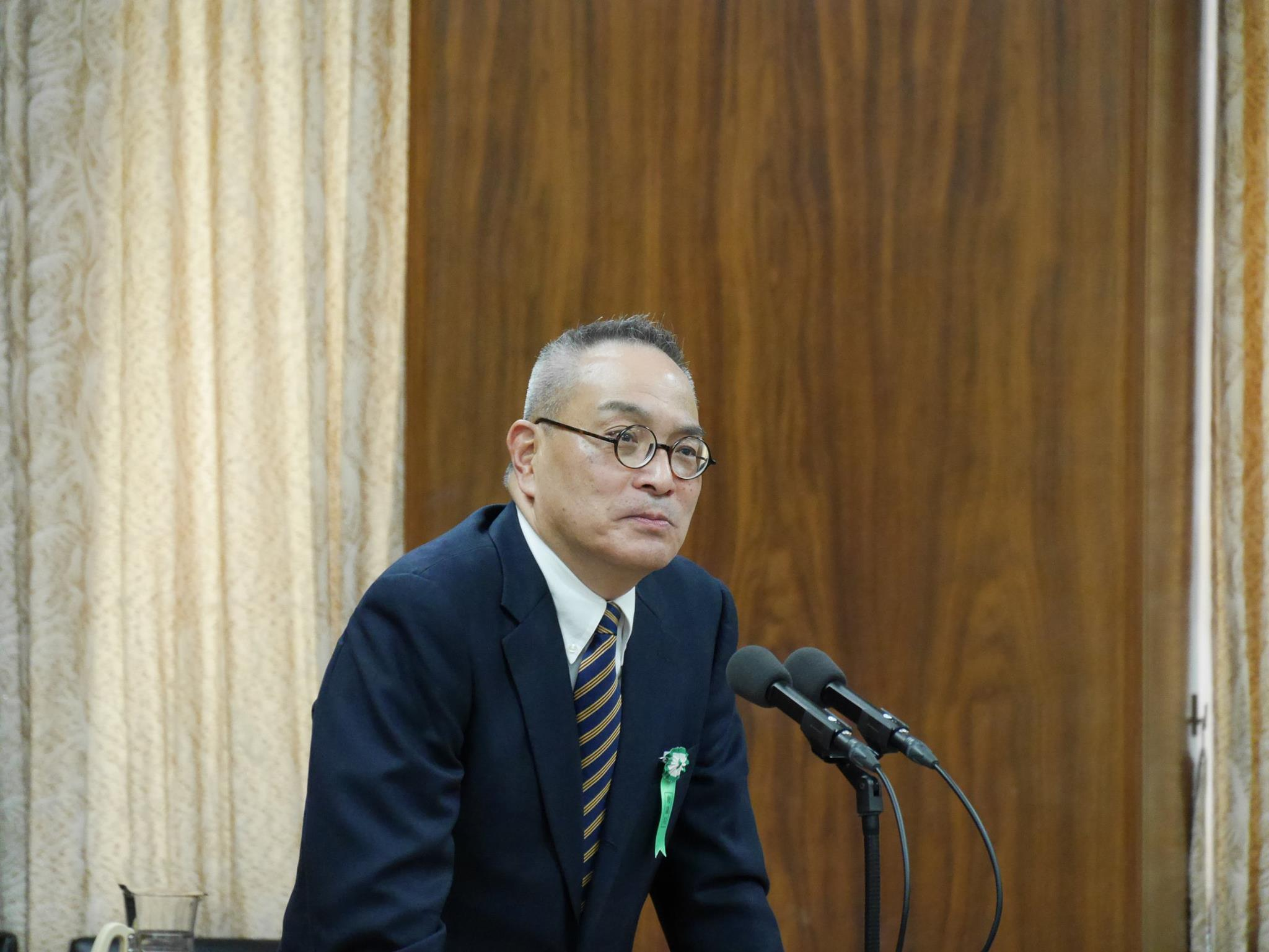
衆議院外務委員会における参考人としての意見陳述。

2017年1月からの第193回国会では、「日印原子力協定」の国会承認の審議に関して、4月28日に衆議院外務委員会では野党推薦として反対の立場から参考人として意見を述べた。
2017年9月、日立製作所によるウィルファ原子力発電所輸出の問題が表面化すると、「日立製作所による英ウィルヴァ原発輸出反対キャンペーン」の共同世話人となり活動した。
2018年2月21日、参議院「国際経済と外交に関する調査会」において、参考人として日印関係、インド・中国関係、インド太平洋安全保障問題などについて意見を陳述、質疑応答を行った。
2019年6月の日立製作所の株主総会で同原発輸出事業が「事実上の中止」と決定となり、「安倍政権による原発輸出事業を止めた」と宣言した。
2021年10月、一般社団法人インド太平洋戦略研究センターの創設に参画し、理事を務める。
2024年2月、2021年2月1日に勃発したビルマ（ミャンマー）におけるクーデターに関して、朝日新聞に日本外交の民主勢力支援への転換を求める記事（私の視点）ミャンマー、クーデター３年　民主化後押しする外交を　福永正明をオピニオン面「私の視点」に掲載した。

## 著作

### 和文
- 『インド旅案内』（ちくま新書、筑摩書房）、『インド』(財団法人 海外職業訓練協会)、『ブータン人の幸福論』（2012年、徳間書店）、など多数。
- 出版書籍のほかにアジアを中心とする国際関係、社会情勢について、朝日新聞、毎日新聞、東京新聞、時事通信、共同通信、世界（月刊・岩波書店）、『時事Janet』（週刊・時事通信社）など各種メディアにおいて解説と評論を発表。
- 日本放送協会はじめ民放各局の報道番組、解説番組に出演した。 2007年3月休刊の『世界週報』（時事通信社）では、南アジア関係の論考を多数寄稿した。
- 一人ひとりが声をあげて平和を創る メールマガジン「オルタ広場」において南アジアに関する論考を連載している。

### 英文
- 南アジア各種メディアにおいても多数の論考を発表、脱原発に関するインターネット主要論評サイト（DiaNuke.org)において英文論文Why India-Japan Nuclear Cooperation must be stopped[9]を発表、2016年11月12日版のThe New York Times(ニューヨーク・タイムス)にもコメントした[10]。
- 代表英文著書として'Society, Caste, and Factional Politics: Conflict and Continuity in Rural India', (Manohar Book Service, New Delhi INDIA, 1993) があり、同書は2007年にイギリスより復刊。

## 講演・メディア出演
- インド、ブータン王国、日印原子力協力協定、南アジアの核兵器問題などをテーマとして、日本放送協会、民放各社、TBSラジオ、J-WAVEなどに出演した。
- アジアを中心とする国際関係、国際交流、ブータンのGNHと幸福論について講演を行う。日本放送協会の海外向け国際放送において、国際問題コメンテーターを務める。
- 東京都調布市にて開催されている「調布護憲塾」、その後「暮らしと生活を考える調布市民塾」の幹事、定期講演者であり、南アジア情勢だけでなく日本と国際関係の解説を行う。

## 主な現職

### 国内
- 2000年創設の私立大学附置研究所であり、南アジア地域の専門研究機関である岐阜市に所在する岐阜女子大学附置の岐阜女子大学南アジア研究センターの副センター長（特別客員教授）。
- 上智大学アジア文化研究所の客員所員。
- 南アジア地域協力連合を中心に調査研究を行う、南アジア地域協力連合研究調査会の事務局長。
- 日本・ブータン王国経済文化交流会の文化交流委員会委員長。
- 2011年設立の「日本GNH学会」の常任理事、初代事務局長、2012年12月より副会長、理事。
- 公益財団法人国際文化会館の正会員。
- 一般社団法人インド太平洋戦略研究センターの理事。

### 海外
- 国際的な文化遺産に関する研究団体、The Society of Heritage Planning & Environmental Health、Director of *Asian Regionのアジア地区理事。
- インドのワーラーナシー市における親日友好のための民間組織、Indo-Japanese Friendship Association, Banaras, *IJFAB、バナーラス印日親善協会（インド）の日本側理事。
- ブータン王国にある、私立の中高等学校RINCHEN HIGHER SECONDARY SCHOOL（リンチェン中高等学校）における国際教育担当の顧問。
- インド社会学会（Indian Sociological Society)の終身会員（Life Member)。
- アジア研究協会(Association for Asian Studies）の正会員。